# Buddha and the Chocolate Box
Buddha and the Chocolate Box ist das achte Studioalbum des Sängers und Songwriters Cat Stevens. Es erschien im März 1974.

## Geschichte
Cat Stevens hatte während eines Fluges zu einem Konzert eine Buddhafigur und eine Schachtel mit Schokolade in den Händen und dachte, wenn er nun sterben würde, sei er zwischen etwas Spirituellem und etwas Materiellem gefangen; so entstand der Albumtitel.
Musikalisch sind die Titel eine Abkehr vom souligen Vorgängeralbum Foreigner hin zu Catch Bull at Four und noch früheren Werken. So wurde auch die Partnerschaft mit Alun Davies und seinem Produzenten Paul Samwell-Smith erneuert. Buddha and the Chocolate Box erreichte in den USA Platz 2, in Großbritannien Platz 3 und in der Bundesrepublik Deutschland Platz 34 der Hitparade. Als Singles wurden Oh Very Young und Ready ausgekoppelt.
Das Album wurde im Jahre 2000 in einer von Ted Jensen remasterten Version wiederveröffentlicht.

## Titelliste
Alle Songs wurden von Cat Stevens geschrieben.
1. Music – 4:21
2. Oh Very Young – 2:36
3. Sun/C79 – 4:35
4. Ghost Town – 3:10
5. Jesus – 2:14
6. Ready – 3:18
7. King of Trees – 5:07
8. A Bad Penny – 3:21
9. Home in the Sky – 3:38